# Acetamidă
Acetamida (IUPAC: etanamidă) e un compus organic cu formula CH3CONH2. Este o amidă derivată de la acidul acetic. Este întrebuințată ca plastifiant și solvent industrial. Compusul înrudit N,N-dimetilacetamida (DMA) este mai folosit, dar nu este preparat din acetamidă.

## Preparare

### Nivel de laborator
Se poate obține prin deshidratarea acetatului de amoniu:
[NH4][CH3CO2] → CH3C(O)NH2 + H2O
De asemenea, poate fi preparată prin reacția dintre cetenă și amoniac sau prin amonoliza compusului cetonic acetilacetonă în condiții similare celor din aminarea reductivă.